# MVV in het seizoen 1958/59
Het seizoen 1958/1959 was het vijfde jaar in het bestaan van de Maastrichtse betaaldvoetbalclub MVV. De club kwam uit in de Eredivisie en eindigde daarin op de achtste plaats.

## Wedstrijdstatistieken

### Eredivisie
|       | ADO   | Ajax  | Blauw-Wit | DOS   | DWS/A | Elinkwijk | Sportclub Enschede | Feijenoord | Fortuna '54 | NAC   | NOAD  | PSV   | Rapid JC | SHS   | Sparta | VVV   | Willem II |
| ----- | ----- | ----- | --------- | ----- | ----- | --------- | ------------------ | ---------- | ----------- | ----- | ----- | ----- | -------- | ----- | ------ | ----- | --------- |
| Thuis | 7 – 1 | 1 – 4 | 4 – 2     | 1 – 3 | 4 – 2 | 1 – 3     | 2 – 0              | 1 – 1      | 2 – 2       | 3 – 0 | 4 – 2 | 1 – 1 | 2 – 2    | 2 – 2 | 2 – 0  | 6 – 2 | 2 – 4     |
| Uit   | 0 – 1 | 0 – 2 | 0 – 0     | 6 – 1 | 1 – 1 | 1 – 1     | 0 – 2              | 3 – 1      | 0 – 0       | 2 – 3 | 1 – 1 | 0 – 0 | 3 – 1    | 4 – 1 | 3 – 0  | 1 – 1 | 3 – 3     |

## Statistieken MVV 1958/1959

### Eindstand MVV in de Nederlandse Eredivisie 1958 / 1959
| Stand | Gespeeld | Gewonnen | Gelijk | Verloren | Punten | Doelpunten voor | Doelpunten tegen |
| ----- | -------- | -------- | ------ | -------- | ------ | --------------- | ---------------- |
| 8e    | 34       | 12       | 13     | 9        | 37     | 64              | 59               |

### Topscorers
| Competitie \| # \| Naam \| \| \| ------ \| ----------------- \| -- \| \| 1. \| Frans Rutten \| 13 \| \| 2. \| Piet Rondagh \| 11 \| \| 3. \| Gerard Bergholtz \| 8 \| \| 4. \| Albert Ummels \| 7 \| \| 5. \| André Maas \| 6 \| \| 6. \| Chris Coenen \| 5 \| \| 7. \| Victor Grootaers \| 4 \| \| 8. \| Jeu van Bun \| 2 \| \| 8. \| Mathieu Kraft \| 2 \| \| 8. \| Jo Toennaer \| 2 \| \| 11. \| Ladislav Butković \| 1 \| \| 11. \| René Ceulen \| 1 \| \| 11. \| Laurent van Kan \| 1 \| \| 11. \| André Vroemen \| 1 \| \| Totaal \| Totaal \| 64 \| |                   |      |
| # | Naam              | Goal |
| 1. | Frans Rutten      | 13   |
| 2. | Piet Rondagh      | 11   |
| 3. | Gerard Bergholtz  | 8    |
| 4. | Albert Ummels     | 7    |
| 5. | André Maas        | 6    |
| 6. | Chris Coenen      | 5    |
| 7. | Victor Grootaers  | 4    |
| 8. | Jeu van Bun       | 2    |
| 8. | Mathieu Kraft     | 2    |
| 8. | Jo Toennaer       | 2    |
| 11. | Ladislav Butković | 1    |
| 11. | René Ceulen       | 1    |
| 11. | Laurent van Kan   | 1    |
| 11. | André Vroemen     | 1    |
| Totaal | Totaal            | 64   |

## Voetnoten
ADO ·
Ajax ·
Blauw-Wit ·
DOS ·
DWS/A ·
Elinkwijk ·
Sportclub Enschede ·
Feijenoord ·
Fortuna '54 ·
MVV ·
NAC ·
NOAD ·
PSV ·
Rapid JC ·
SHS ·
Sparta ·
VVV ·
Willem II